# The Dana Owens Album
The Dana Owens Album è il quinto album della cantante hip hop statunitense Queen Latifah, pubblicato il 28 settembre del 2004 e distribuito da A&M, Universal, Flavor Unit e Vector.
Il disco ottiene un buon successo dal punto di vista commerciale – certificato disco d'oro dalla RIAA e nominato tra gli album jazz vocal ai Grammy Awards 2005 – meno dal punto di vista critico (secondo Robert Christgau, l'album è un flop): è inoltre il primo album in cui l'artista semplicemente canta invece di rappare.
| Recensione       | Giudizio |
| ---------------- | -------- |
| AllMusic         | [ 1 ]    |
| Robert Christgau | flop     |
| Rolling Stone    | [ 4 ]    |

## Tracce
1. Baby Get Lost – 3:43 (testo: Leonard Feather – musica: Leonard Feather, Ron Fair. Co-produzione: Tal Hertzberg)
2. I Put A Spell On You – 3:08 (testo: Jalacy J Hawkins – musica: Arif Mardin. Co-produzione: Joe Mardin)
3. Simply Beautiful (featuring Al Green, Arnold Mcculler & Valerie Pinkston) – 4:11 (testo: Al Green – musica: Al Green, Arif Mardin. Co-produzione: Joe Mardin)
4. The Same Love That Made Me Laugh – 3:53 (testo: Bill Withers – musica: Bill Withers, Ron Fair. Co-produzione: Tal Hertzberg)
5. Moody's Mood For Love – 3:59 (testo: James Moody, Jimmy McHugh & Dorothy Fields – musica: James Moody, Jimmy McHugh & Dorothy Fields, Arif Mardin. Co-produzione: Joe Mardin)
6. Close Your Eyes – 2:56 (testo: Bernice Petkere – musica: Bernice Petkere, Arif Mardin. Co-produzione: Joe Mardin)
7. Parlay – 3:42 (testo: John Phillips, Michelle Phillips – musica: John Phillips, Michelle Phillips, Arif Mardin. Co-produzione: Joe Mardin)
8. Hard Times – 5:22 (testo: August Darnell, Stoney Browder, Jr. – musica: Ron Fair. Co-produzione: Tal Hertzberg)
9. Mercy, Mercy, Mercy (featuring Durelle Coleman, Elisabeth Neville, Jackie Simley, Larry Dopson & Lloyd Williams) – 3:27 (musica: Ron Fair. Co-produzione: Tal Hertzberg)
10. Hello Stranger (featuring Durelle Coleman, Elizabeth Neville*, Jackie Simley, Larry Dopson & Lloyd Williams) – 3:00 (testo: Barbara Lewis – musica: Barbara Lewis, Ron Fair. Co-produzione: Tal Hertzberg)
11. If I Had You (featuring Markita) – 4:05 (testo: Jimmy Campbell, Reginald Connelly, Ted Shapiro – musica: Jimmy Campbell, Reginald Connelly, Ted Shapiro, Arif Mardin. Co-produzione: Joe Mardin)
12. Lush Life – 4:25 (testo: Billy Strayhorn – musica: Mervyn Warren)

Durata totale: 45:51

## Classifiche
| Classifica (2004)         | Posizione massima |
| ------------------------- | ----------------- |
| Stati Uniti               | 11                |
| US Top R&B/Hip-Hop Albums | 16                |